# Nikolas Epifaniu
Nikolas Epifaniu, gr. Νικόλας Επιφανίου (ur. 10 listopada 1971) – cypryjski  sportowiec, specjalizujący się w żeglarstwie sportowym.
Uczestnik Letnich Igrzysk Olimpijskich 1992 oraz Letnich Igrzysk Olimpijskich 1996. Jego partnerem był Petros Elton. Na obu igrzyskach zajmowali 31. miejsce w klasie 470.